# Карпова, Ирина Иосифовна
Ирина Иосифовна Яровская, в девичестве Яворская (укр. Яворська); род. 1981) — украинская спортсменка (пауэрлифтинг); Заслуженный мастер спорта Украины (2003).

## Биография
Родилась 21 июня 1981 года в городе Карловка Полтавской области Украинской ССР.
Первоначально тренировалась под руководством Максима Иванькова. Затем — у Валерия Карпова.
В 2003 году окончила Полтавский национальный педагогический университет. В 2009 году была награждена орденом «За мужество» 3-й степени.

## Спортивные достижения
Ирина Яровская выступает с 1999 года за спортивное общество «Украина» (Полтава) в весовых категориях 75, 82,5 и 90 кг.
В 2002 году стала чемпионкой мира среди юниоров (Россия). Была чемпионкой мира 2004 года (Франция) и 2008 года (Канада); чемпионкой Европы 2005 года (Венгрия) и 2008 года (Чехия).
Чемпионка (2009, Китай) и бронзовая призёрка (2005, Германия) Всемирных игр.
Многократная рекордсменка мира, Европы и Украины.